# Athysanella deserta
Athysanella deserta är en insektsart som beskrevs av Blocker 1988 . Athysanella deserta ingår i släktet Athysanella och familjen dvärgstritar. Inga underarter finns listade i Catalogue of Life.